# NGC 5267
NGC 5267 (другие обозначения — UGC 8655, MCG 7-28-49, ZWG 218.36, PGC 48393) — спиральная галактика с перемычкой (SBb) в созвездии Гончие Псы.
Этот объект входит в число перечисленных в оригинальной редакции «Нового общего каталога».